# Юг де Ланнуа
Юг де Ланнуа (фр. Hugues de Lannoy; ок. 1384 — 1 мая 1456, Лилль) также называемый Хью (Hue) де Ланнуа, сеньор де Сант, Бомон и Эйсселмонде — бургундский военачальник, государственный деятель и дипломат.

## Биография
Сын Жильбера де Ланнуа, сеньора де Сант, и Катрин Гобьер де Корбон, дамы де Молембе. Старший брат Жильбера и Бодуэна де Ланнуа.
В молодости совершил продолжительные путешествия в Прибалтику, Литву и Святую землю, участвовал в войне князя Витовта с татарами, и в 1405 году был принят в рыцари ордена Гроба Господнего в Иерусалиме.
По возвращении на родину несколько десятилетий находился на службе герцогов Бургундских Жана Бесстрашного и Филиппа Доброго. В 1406 году стал камергером герцога, а в 1410 году был введен в состав его совета.
Был в составе армии, разгромившей восставших против своего епископа льежцев в битве при Оте (1408/1409).
В 1409 году был одним из руководителей похода, в результате которого под власть Карла VI, в то время находившегося под влиянием бургундской группировки, были возвращены Пуату, Лимузен и Гиень. Стал капитаном в Пуату, затем в Монтаржи. Через несколько лет, после триумфального возвращения арманьяков в Париж, Ланнуа отличился в гражданской войне, возглавив упорную оборону Компьена, где в 1414 году был назначен капитаном.
Сражался в битве при Азенкуре, где попал в плен. Выйдя на свободу, в 1417 году участвовал в походе бургундской армии, взявшей Понтуаз и дошедшей до Парижа. В 1418 году стал губернатором Лилля, Дуэ и Орши. Договорившись с англичанами, Жан Бесстрашный вернул себе влияние в столице, после чего Юг де Ланнуа был назначен одним из советников юного Филиппа де Сен-Поля, ставшего королевским наместником в Париже, и в 1418—1419 занимал должности королевского советника и камергера. Входил в состав делегации, подписавшей с англичанами договор в Труа 2 марта 1420.
22 января 1421 жалованной грамотой, выданной в Сен-Фарон-де-Мо, назначен великим магистром арбалетчиков Франции. Представил Филиппу Доброму план кампании против арманьяков в Пикардии. В следующем году был направлен герцогом к королю Англии, которого застал уже на смертном ложе. По-видимому, Юг де Ланнуа имел хорошие связи среди английской аристократии, так как впоследствии неоднократно ездил на остров с различными поручениями: в период регентства герцога Бедфорда он обсуждал бракосочетание герцога Глостера с Якобой Баварской, графиней Эно, разошедшейся с герцогом Жаном IV Брабантским; в 1435 году был послан в Англию после подписания Аррасского договора.
Вместе с епископами Амьена и Бове Ланнуа пытался убедить Жака д'Аркура передать Генриху VI крепости Гиз и Кротуа, единственные, остававшиеся в руках сторонников Карла VII между Парижем и Фландрией, но эта миссия закончилась неудачей. Также Юг де Ланнуа ездил с дипломатическими поручениями в Испанию (в Сантьяго-де-Компостелу) и Рим.
В награду за услуги, оказанные его отцу, Генрих VI пожаловал Югу землю Аржи и другие владения, принадлежавшие стороннику Карла VII Пьеру де Бурбону, сеньору де Прео, и конфискованные у сеньора д'Оффемона, которые он в 1429 году продал Жаку де Кревкёру, сеньору де Туа.
В январе 1430 года в Брюгге при создании ордена Золотого руна Юг де Ланнуа стал одним из первых 24 рыцарей.

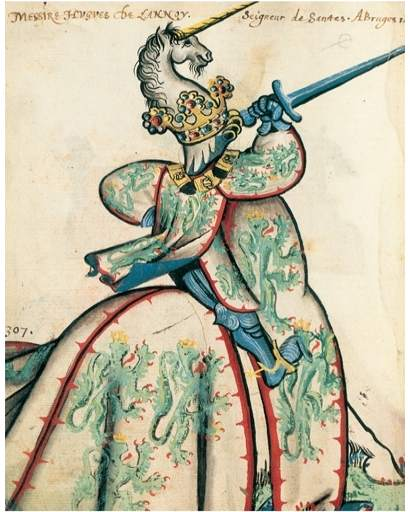
Юг де Ланнуа. Большой рыцарский гербовник ордена Золотого руна

При дворе герцога Бургундского Ланнуа был главой проанглийской партии, и с большим неудовольствием воспринял решение Филиппа о смене политического курса. Поначалу он вообще отказался подписывать Аррасский договор, и покинул конференцию в аббатстве Сен-Вааст. Два дня спустя Ланнуа был вынужден подчиниться, но не отказался от своих английских симпатий. В это время он адресовал герцогу два меморандума: один о предстоящей войне с Англией, где изобразил опасности, проистекающие из союза с французами; другой о восстаниях во Фландрии и Зеландии. Докладная записка о войне с Англией опубликована Шарлем Потвеном в Бюллетене Королевской исторической комиссии в Брюсселе в 1879 году.
Занимая в 1433—1440 годах должность статхаудера Голландии, Юг де Ланнуа в 1434 году, в ходе восстания в Лейдене, вмешался в возобновившуюся борьбу Крючков и Трески.
В ходе подавления Гентского восстания Ланнуа сражался с храбростью, которую не уменьшили его преклонные годы. В бою при Локерене 18 марта 1452 он настоял на том, чтобы не бросать без поддержки Жака де Лалена, изнемогавшего в бою с численно превосходящим противником. Во главе нескольких тяжеловооруженных всадников Ланнуа продвинулся к месту боя и оказал помощь брату по ордену. Это было его последнее заметное деяние.
Сеньор де Сант умер 1 мая 1456 в возрасте 72 лет, и был погребен в коллегиальной церкви Сен-Пьер в Лилле. На его гробнице помещена пространная эпитафия, начало которой приведено у отца Ансельма:

Хью де Ланнуа, сеньор де Сант, был одним из значительных, мудрых, доблестных и рассудительных рыцарей своего времени, и совершил множество прекрасных путешествий, исполнял поручения в важных посольствах, сражался на войне, и выступил на закрытом поле лично против англичанина Жана, герцога де Сомерсета, будучи уже весьма старым к тому времени, и причина, почему я много пишу о нем, это его доблести и значение.— Père Anselme. Histoire généalogique et chronologique de la maison royale de France. T. VIII, p. 72
Заключительный фрагмент цитирует Альфонс Ваутерс:

Сначала, в возрасте двадцати лет, получил орден рыцаря святейших мест Иерусалима, по возвращении из которого отправился в Пруссию, на границу против туриев (frontière contre les Turys); присоединился к герцогу Витоку против татар, был известен и возвысил свое имя во многих высоких и значительных делах перед всеми, больше, чем кто либо из людей его нации. Вернувшись во Францию, застал войны и разделение между принцами, был капитаном в Пуатье, великим магистром арбалетчиков Франции, губернатором Голландии, Зеландии и Фризии, и часто был членом посольств. Несколько раз посещал Рим. В свои LX лет, чтобы встретить этот возраст, не будучи ничьим сервом, кроме Бога, отказался от пенсионов принцев, и скончался в этом славном коллегии Сен-Пьер, исполненный днями, в семьдесят два года, будучи старейшим рыцарем Золотого руна, в первый день марта MCCCCLVI.— Wauters A. Lannoy (Hugues de), coll. 324—325
В 2004 году Бернхард Стерхи высказал предположение о том, что Юг де Ланнуа является автором сочинений «Родительские поучения», «Поучения истинной знати» и «Наставление юному принцу», традиционно приписываемых перу его брата Жильбера.

## Семья
Жена (ок. 1415): Маргарита де Бонкур (ум. 21.08.1461), дочь Бодуэна де Бонкура и Жанны де Виссок
Брак бездетный.